# Garcilaso de la Vega
Garcilaso de la Vega, född 1503 i Toledo, död 14 oktober 1536 i Nice, var en spansk författare.
År 1520 hamnade Garcilaso de la Vega i tjänst hos den spanske kungen Karl I och deltog i dennes fälttåg. Han följde kejsaren till Italien men föll i onåd och förvisades till en ö i Donau. Då han togs till nåder reste han till Neapel. 1536 ledde han ett angrepp på en fästning i Provence och blev dödligt sårad.
Han införde (tillsammans med sin vän Juan Boscán Almogáver) de italienska diktformerna sonett och canzon i Spanien. Av hans omkring 70 efterlämnade dikter är det främst tre herdedikter som blivit kända.